# 8. pražské jazzové dny
8. pražské jazzové dny byl jazzový a rockový festival, který ve dnech 21. - 27. května 1979 pořádala Jazzová sekce Českého svazu hudebníků.

## Místa koncertů
- Malostranská beseda
- Velký sál Lucerny
- Divadlo hudby
- Folimanka

## Program

### 21. květen 1979
Jazzvalník. Na valníku, taženém koňmi hrál Originální Pražský Synkopický Orchestr. Valník projížděl ulicemi Malé Strany a Starého Města.

### 23. květen 1979

#### Janáčkova síň
Koncert proběhl v Janáčkově síni (dnes sál Divadla Na Prádle) v budově Umělecké besedy v Praze na Malé Straně.
- Celula

Obsazení: Laco Déczi - trubka, Svatopluk Košvanec - trombón, Petr Král - tenorsaxofon, Karel Růžička - klavír, Zdeněk Dvořák - kytara, Petr Kořínek - kontrabas, Josef Vejvoda - bicí
- JOČR

Program:
| Pořadí | Název                          | Hudba          | Délka |
| ------ | ------------------------------ | -------------- | ----- |
| 1.     | Passacaglia Alla Marcia        | Vlastimil Hála |       |
| 2.     | Když se Laco na vojnu bral     | Emil Viklický  |       |
| 3.     | Tuturilla                      | Laco Déczi     |       |
| 4.     | Skladba pro trombón a big band | Alexej Fried   |       |
| 5.     | Obraz v zrcadle                | Karel Růžička  |       |
| 6.     | Kapka rosy                     | Kamil Hála     |       |
| 7.     | Trubači                        | Pavel Blatný   |       |
| 8.     | A go go                        | Josef Vejvoda  |       |
| 9.     | Čtyři švagři                   | Karel Velebný  |       |

Obsazení: Miroslav Krýsl - altsaxfon, Milan Ulrich - tenorsaxofon, Petr Král - tenorsaxofon, flétna, edřich Kuník - tenorsaxofon, František Kryka - barytonsaxofon, Václav Král - trubka, Jiří Hlava - trubka, Jan Čapoun - trubka, Laco Déczi - trubka, Miroslav Koželuh - trombón, Svatopluk Košvanec - trombón, Josef Pavelka - trombón, Jiří Doubrava - trombón, Karel Růžička - klavír, Petr Kořínek - kontrabas, Zdeněk Dvořák - kytara, Josef Vejvoda - bicí

### 24. května 1979

#### Malostranská beseda
- SHQ Karla Velebného

#### Lucerna
Večerem prováděl Mojmír Smékal
- Big band Kamila Hály

Program:
| Pořadí | Název                          | Hudba         | Délka |
| ------ | ------------------------------ | ------------- | ----- |
| 1.     | Tuturilla                      | Laco Déczi    |       |
| 2.     | Ozvěny                         | Karel Růžička |       |
| 3.     | Obraz v zrcadle                | Karel Růžička |       |
| 4.     | Kapka rosy                     | Kamil Hála    |       |
| 5.     | Hladká hnědá obálka            | Bill Holman   |       |
| 6.     | Skladba pro trombón a big band | Alexej Fried  |       |
| 7.     | A go go                        | Josef Vejvoda |       |
| 8.     | Račte dál                      | Oliver Nelson |       |
| 9.     | Git                            | Bill Holman   |       |

- Expanze[p 1]

Obsazení: Michal Pavlíček - kytara, Jiří Novotný - baskytara, Jan Hála - klávesové nástroje, Jiří Hrubeš - bicí, Naďa Vávrová - perkuse
- Pražský big band Milana Svobody

Program:
| Pořadí | Název                | Hudba          | Délka |
| ------ | -------------------- | -------------- | ----- |
| 1.     | Blues pro PBB        | Milan Svoboda  |       |
| 2.     | The first thing I do | Bill Stapleton |       |
| 3.     | Proklamace           | Milan Svoboda  |       |
| 4.     | Big Dipper           | Thad Jones     |       |
| 5.     | Corazone             | Carole King    |       |
| 6.     | Švestkový kompot     | Milan Svoboda  |       |

Obsazení:
- trubky - Zdeněk Šedivý, Ivan Umáčený, Pavel Husička, Jaroslav Machač
- trombóny - Bohuslav Volf, Karel Stiefel, Václav Šalbaba, Josef Litoš
- saxofony - Zdeněk Hostek (altsaxofon, sopránsaxofon), Jaroslav Šolc (altsaxofon, flétna), Svatopluk Čech (tenorsaxofon), Josef Nachtmann (tenorsaxofon), Pavel Kozmák (barytonsaxofon)
- piano - Michael Kocáb
- kontrabas a baskytara - Ondřej Soukup
- kytara - Zdeněk Fišer
- bicí - Ladislav Malina
- dirigent - Milan Svoboda

### 25. května 1979

#### Malostranská beseda
Od 21 hodin
Dialogy s jazzovou tematikou - pořad Ladislava Kantora a Luboše Pospíšila, host: Martin Kratochvíl

#### Divadlo hudby
Od 17 hodin Pierre Favre

#### Lucerna

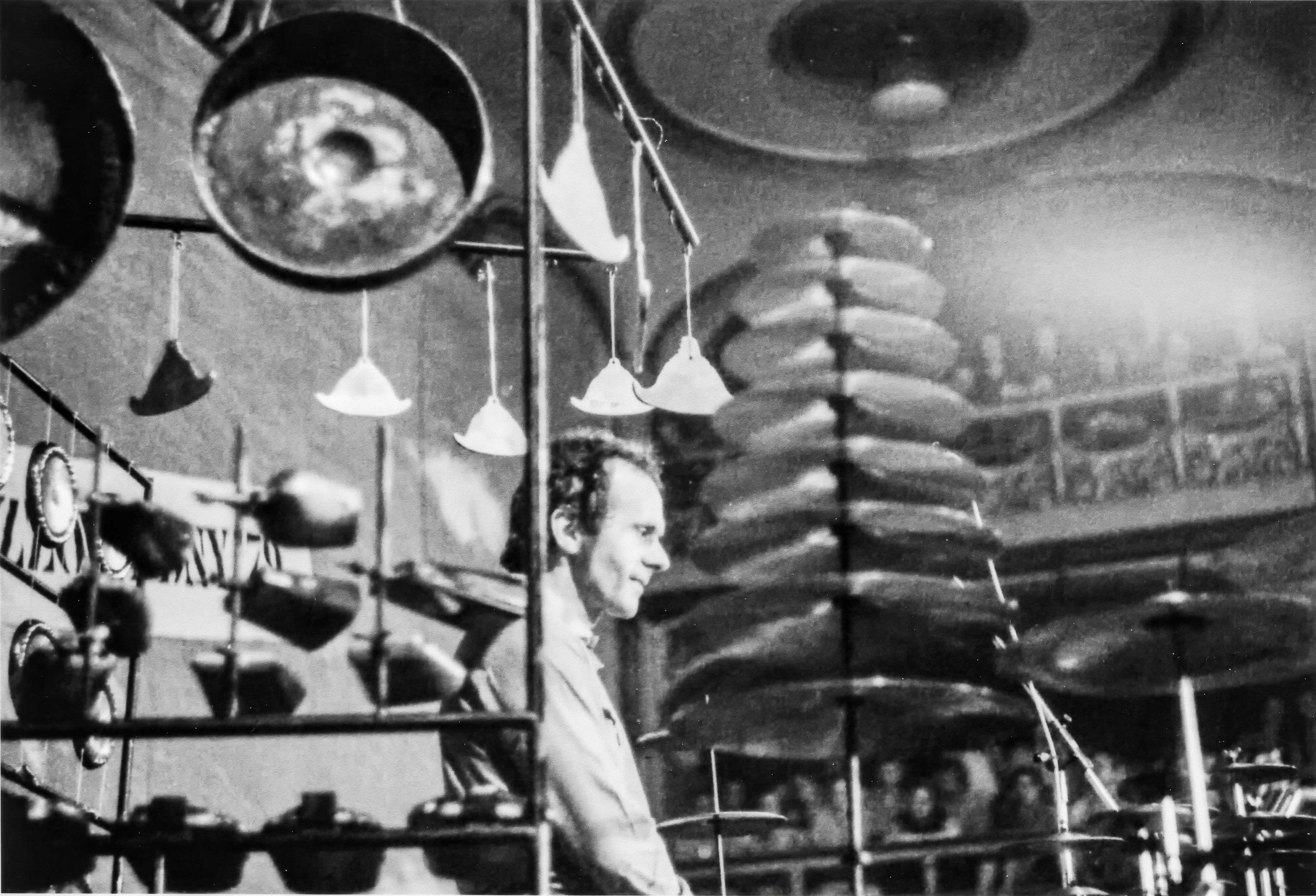
Pierre Favre

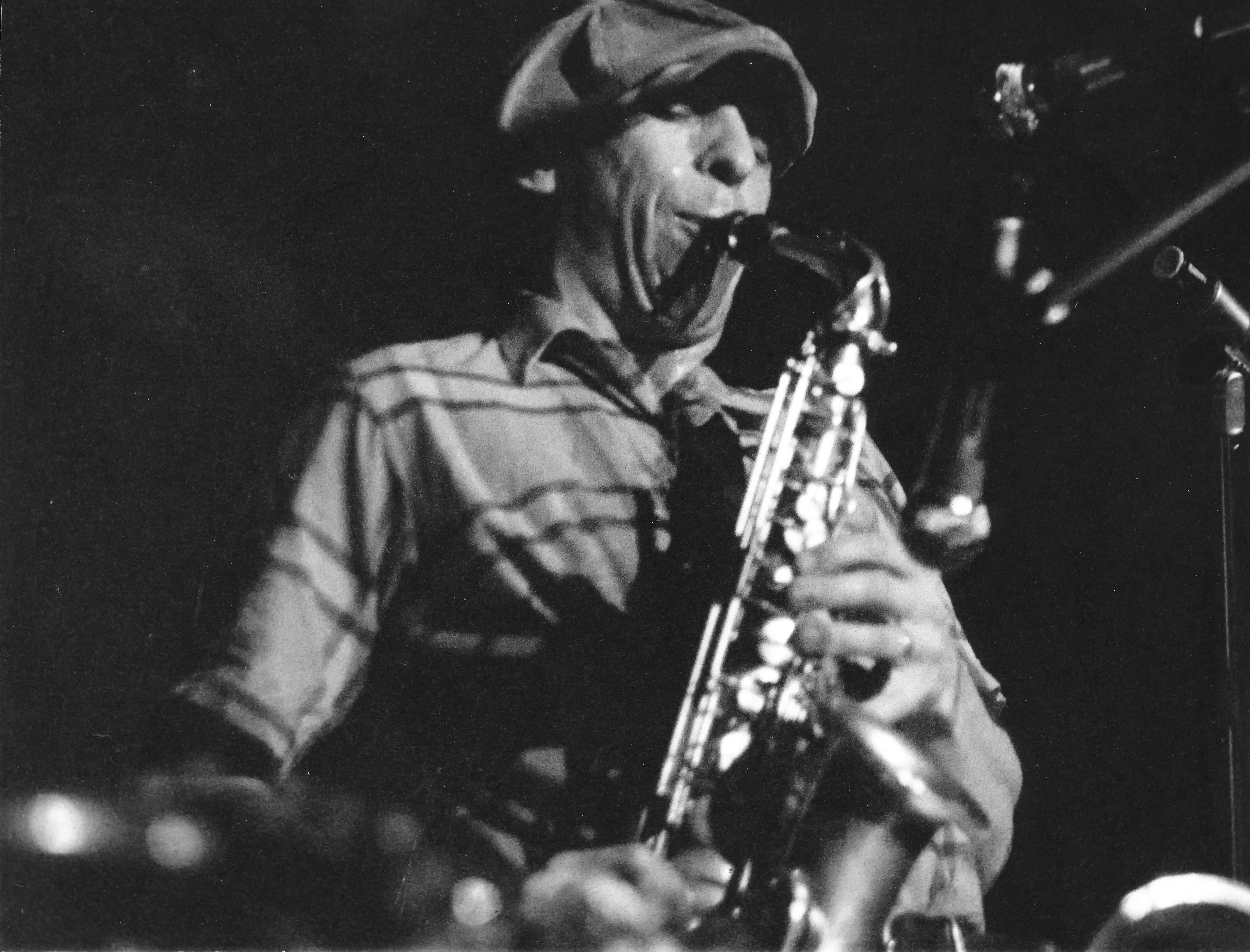
Jiří Stivín

od 20 hodin, večerem provázel Karel Velebný
- Frank Towen[p 2]
- Kvartet Milana Svobody (Milan Svoboda - klavír, Jaroslav Šolc - trombón, Ondřej Soukup - kontrabas, Jaromír Helešic - bicí)
- Fred Frith (kytara) a Chris Cutler (bicí), Velká Británie
- Etc... a Vladimír Mišík

### 26. května 1979

#### Folimanka
od 10 hodin
- Vyamhum QAS Group
- Svíce
- Brigáda bratří Pelců
- Bluesberry
- Švehlík
- Peter Kizák

od 15 hodin
- 0,3 l
- Oldřich Janota
- Extrakt
- Slzy
- Žába
- R.C.

#### Lucerna
od 20 hodin, večerem provázel Lubor Šonka
- F.O.K.: obsazení: (Alexandr Hajdovský - kytara, zpěv, Kateřina Hajdovská - zpěv, perkuse, metalofon, Mirka Hajdovská - zpěv, perkuse a hosté

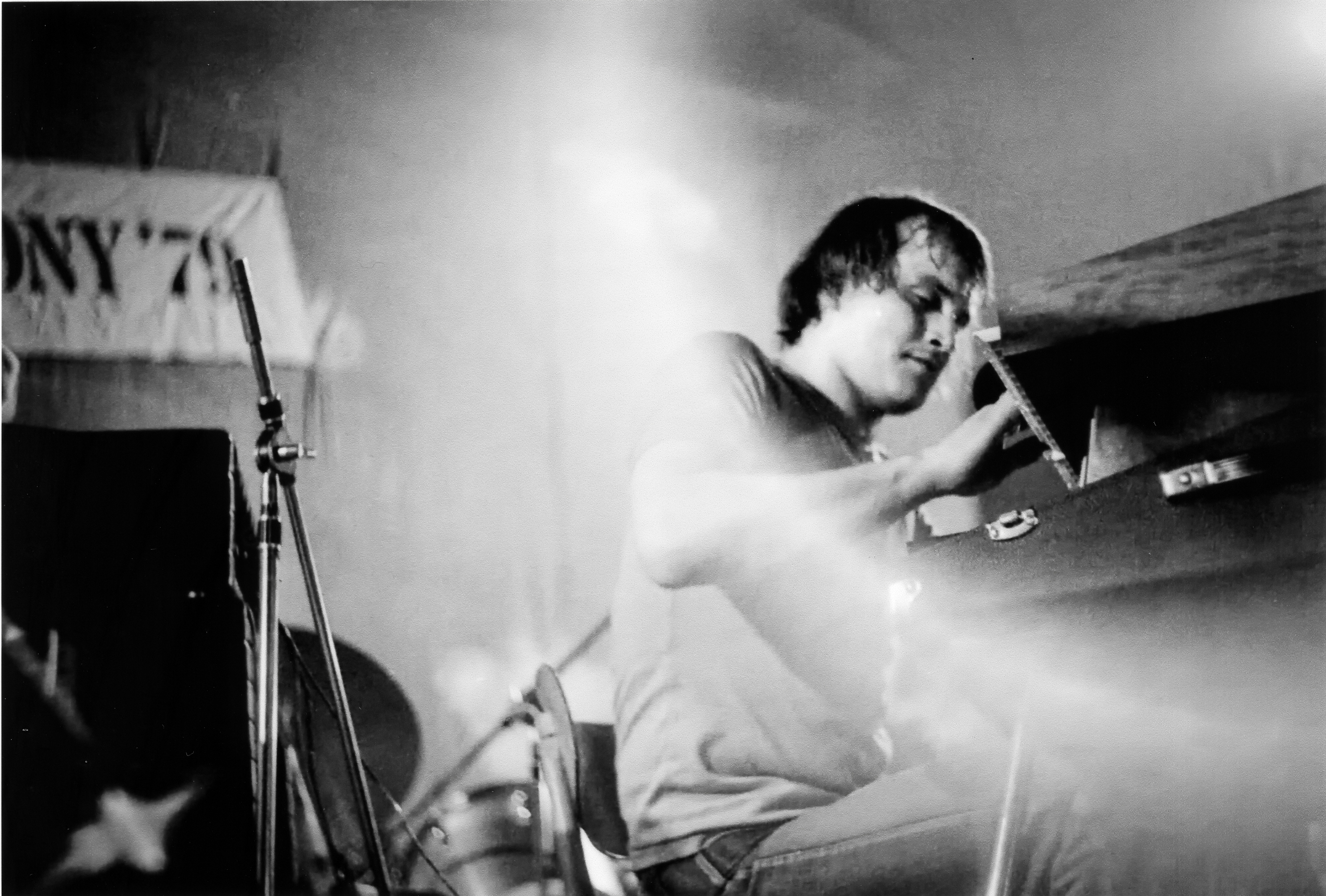
Michael Kocáb

- Michael KocábNouzový úlet Michaela Kocába: obsazení: Viktor Klinger - kytara, Ondřej Soukup - kontrabas, Bohdan Mikolášek - klávesy, Jiří Hrubeš - bicí, Jiří Tomek - perkuse, Michael Kocáb - klávesy, Program: Nouzový úlet, Divoké kapradí, Zraněná rosou, Studená vlna, Mrtvej chlap.

- Art Bears: obsazení: Fred Frith - kytara, baskytara, zpěv, klavír, Peter Blegvad - baskytara, kytara, zpěv, Dagmar Krause - zpěv, Marc Hollander - varhany, basklarinet, saxofony, Chris Cutler - bicí. Program: cykly: Hopes and Fears a Winter Songs

- Classic Rock'n'Roll Band: obsazení: Josef Pilař - klavír, zpěv, Mikoláš Chadima - saxofon, Ivo Pospíšil - baskytara, Petr Brada - kytara, Vladimír Jurásek - bicí

### 27. května 1979

#### Folimanka
od 10 hodin
- Žlutý pes
- Modul
- Jablkoň
- Amalgam
- Durman / Posejpal
- Kilhets

#### Lucerna
od 20 hodin, večerem provázel Karel Velebný
- Kocáb / Víšek
- Rudolf Dašek
- Albert Mangelsdorff[p 2]
- Jiří Stivín
- Pierre Favre
- Favre / Stivín

#### Parník Děvín
od 20 hodin, z přístaviště u Palackého mostu
- Bluesberry
- Extempore